# Brevet de technicien supérieur - Cybersécurité, informatique et réseaux, électronique
 (décembre 2024).
 (décembre 2024).
Si vous disposez d'ouvrages ou d'articles de référence ou si vous connaissez des sites web de qualité traitant du thème abordé ici, merci de compléter l'article en donnant les références utiles à sa vérifiabilité et en les liant à la section « Notes et références ».
Pour les articles homonymes, voir Systèmes numérique.
Le BTS Cybersécurité, Informatique et réseaux, Électronique ou BTS CIEL est un diplôme national de niveau 5 (bac+2) qui forme des techniciens spécialisés dans le développement et l'exploitation des applications pour tous types d'industries.
Deux options sont proposées pour les futurs technicien(nes) :  
- option A - Informatique et Réseaux (IR)[4]
- option B - Électronique et Réseaux (ER)[5]

Avant la rentrée 2023, il s'intitulait BTS Systèmes Numériques (BTS SN).

## Profil des bacheliers
Ce BTS est accessible post-bac (général, technologique ou professionnel) à dominance scientifique, notamment, : 
- Baccalauréat général (option mathématiques, NSI, SI, physique chimie)
- Baccalauréat technologique (STI2D)
- Baccalauréat professionnel (CIEL)

## Formation
La formation vise à enseigner les connaissances et savoir-faire liés à l'étude, conception et maintenance des systèmes informatiques (option A) ou des produits électroniques (option B),. Les deux options enseignent un tronc commun de culture générale, gestion de projet, mathématiques et langues vivantes. 
- L'option A le complète des notions d'analyse, conception et utilisation pratique de réseaux informatique, ainsi que des bases de programmation et cybersécurité.
- L'option B le complète avec des notions d'analyse, conception et utilisation pratique de produits électroniques (microcontrôleurs, mémoires, circuits numériques)[6].

Ces objectifs sont proches de ceux du DUT GE2I.
Comme tous les BTS, la formation est définie par décret par le Ministère de l'Enseignement supérieur. Les établissements d'enseignement supérieurs établissent une formation à partir des listes de compétences et des modalités d'examen définies par le Ministère.

## Organisation des études
La formation a un volume horaire de 30 heures par semaine, dont 20 heures d'enseignement professionnel portant sur le cœur de la formation en première années, et 22 heures en deuxième année.

### Le stage de fin de première année
À la fin de la première année de BTS, un stage en entreprise d'une durée de six semaines minimum (pouvant être allongée tant que l'établissement scolaire référent est ouvert) doit être effectué. Il vise à permettre aux élèves de « prendre la mesure des réalités techniques, économiques et sociales de l’entreprise ». À partir de ce stage, l'étudiant doit composer un rapport qui contiendra une présentation du travail effectué mais aussi une présentation économique de l'entreprise dans laquelle s'est déroulé le stage. Le rapport est présenté par l'étudiant lors d'une épreuve à l'examen.

### Le projet informatique de deuxième année
En fin de seconde année (à partir de janvier), un projet informatique est à réaliser pour les étudiants du BTS. Ce projet est effectué par des groupes de deux à quatre élèves qui doivent le présenter oralement lors de l'examen. Chaque projet est différent et encadré par un professeur de spécialité qui peut être suppléé par un professionnel. Tous les participants doivent réaliser un audit oral de l'avancement de leur projet tous les deux mois environ.
- Toutes les séances d'informatique (soit 150 h dans l'année) sont dédiées au projet suivant l'option IR.
- Toutes les séances d'électronique sont dédiées au projet suivant l'option EC.

### Modalités d'évaluation
Pour obtenir son diplôme, il faut obtenir 230 points sur les 460 possibles. Il n'y a pas de session de rattrapage.Il n'y a pas non plus de mention.[Information douteuse]
Les élèves sont évalués par un examen ponctuel, suivant les modalités suivantes [réf. nécessaire] :

#### Épreuves écrites
- U1 : E1. Culture Générale et Expression : 3 h, coefficient 2.
- U2 : E2. Langue vivante étrangère : Anglais : 30 min, coefficient 1,5.
- U3 : E3. Mathématiques : 3 h, coefficient 2.
- U4 : E4. Informatique & Physique (étude de cas) : 6 h, coefficient 4.
  - Étude et conception de réseaux informatiques (option A)
  - Étude et conception de produits électroniques (option B)
- U5 : E5. Informatique  : CCF (Contrôle en Cours de Formation), coefficient 3.
  - Exploitation et maintenance de réseaux informatiques (option A)
  - Mise en œuvre de réseaux informatiques (option B)

#### Épreuves orales
- U2 : E2. Anglais : 15 min, coefficient 1,5.
- U6 : E6. Informatique (Projet de fin d'étude) : 1 h, coefficient 7.
  - Valorisation de la donnée et cybersécurité (option A)
  - Réalisation et maintenance de produits électroniques (option B)

#### Épreuve facultative
- UF1 : EF1 Langue vivante étrangère II : 20 min à l'oral, coefficient 1. La note ne compte que si elle est supérieure ou égale à 10.
- UF2 : EF2 Engagement étudiant : 20 min à l'oral, coefficient 1. La note ne compte que si elle est supérieure ou égale à 10

L'examen est complété par l'évaluation du rapport de stage.

## Débouchés
La formation a pour but de permettre aux détenteurs du diplôme de travailler en tant que technicien spécialisé dans les réseaux informatiques et les solutions électroniques dans une grande variété de secteurs (IoT, télécommunications, agriculture, aéronautique, ...).
Les métiers suivants sont des exemples représentatifs des débouchés du BTS:
Option A:
- Développeur informatique
- Téléassistant
- Administrateur systèmes et réseaux
- Informaticien industriel
- Technicien de maintenance informatique

Option B:
- Électronicien automobile
- Technicien d'essais
- Technicien de maintenance informatique
- Technicien de maintenance en infrastructure aéroportuaire
- Technicien en télécommunication et réseaux

## Poursuites d'études
Comme tous les BTS, le BTS CIEL vise à former dans l'optique d'une insertion professionnelle immédiate. Il est cependant possible de poursuivre des études dans une autre formation de l'enseignement supérieur, par exemple en licence, professionnelle ou non, ou en école d'ingénieur.
Les poursuites d'études peuvent par exemple s'effectuer dans ces domaine,:
- Ingénierie informatique
- Ingénierie industrielle
- Systèmes d'information
- MIAGE
- Systèmes embarqués
- Fabrication de cartes électroniques